# Daspletosaurini
Daspletosaurini je název kladu zahrnujícího tři známé druhy velkých dravých dinosaurů (teropodů) z čeledi Tyrannosauridae a podčeledi Tyrannosaurinae, kteří žili v období svrchní křídy (geologický věk kampán, asi před 79,5 až 74 miliony let) na území západu Severní Ameriky (Alberta v Kanadě a Montana v USA). Geologicky nejstarším druhem byl Thatotheristes degrootorum, popsaný v roce 2020 z Alberty. Klad byl formálně stanoven spolu s popisem tohoto druhu.

## Popis

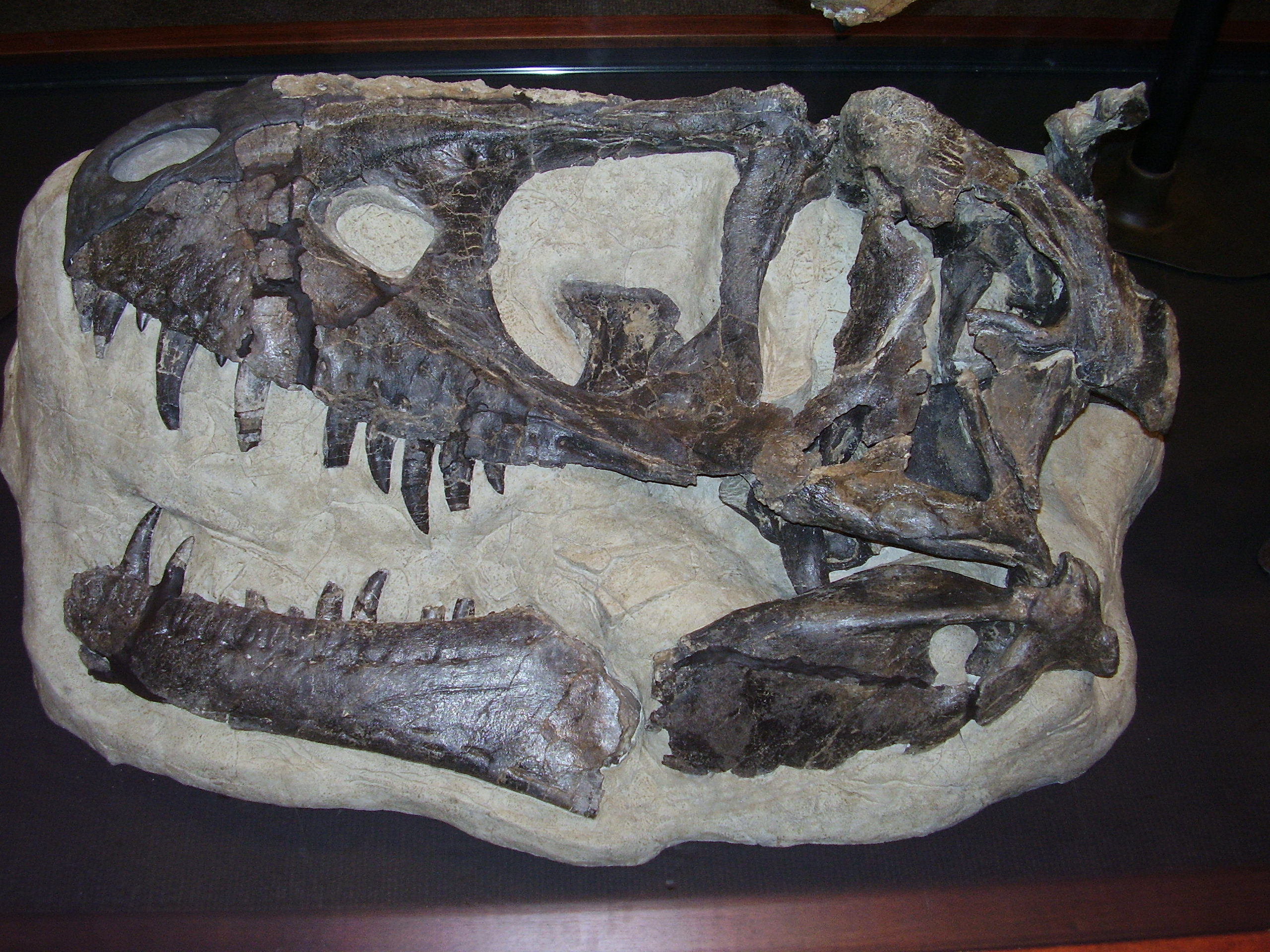
Lebka druhu Daspletosaurus horneri.

Daspletosaurini byli velcí po dvou se pohybující predátoři, lovící středně velké až větší rohaté a kachnozobé dinosaury. Měli velmi dobře vyvinuté smysly a dokázali se zřejmě poměrně rychle pohybovat. V současnosti spadají do tohoto kladu čtyři známé druhy tyranosauridů, Daspletosaurus torosus (formálně popsaný roku 1970), Daspletosaurus horneri (2017), Thanatotheristes degrootorum (2020) a Daspletosaurus wilsoni (2022). Daspletosaurini byli aktivními predátory a v době svého největšího rozmachu byli zřejmě značně hojní a úspěšní. Největší exempláře těchto tyranosauridů dosahovaly délky kolem 9 metrů a hmotnosti až kolem 3 tun.

## Evoluce skupiny
Detailní výzkum síly čelistního stisku tyranosauroidů, publikovaný v roce 2023 dokázal, že spolu s rostoucími rozměry se nezávisle ještě více zesilovala schopnost drtivého stisku, jehož vrcholným projevem byly enormně mohutné čelisti druhu Tyrannosaurus rex, schopné drtit i pevnou kostní hmotu jiných velkých obratlovců.
Vývojové vztahy a průběh evoluce u daspletosaura a dalších tyranosauridů je nicméně stále otevřenou otázkou, do značné míry závislou na podobě výzkumu a množství i kvalitě vstupních informací pro fylogenetické analýzy.